# Pterogymnus laniarius
Genre
Espèce
Statut de conservation UICN

 LC  : Préoccupation mineure
Le Spare panga (Pterogymnus laniarius) est une espèce de petit poisson marin de la famille des Sparidae. C'est la seule espèce du genre Pterogymnus.
Il est appelé Panga en Afrique du Sud.

## Répartition
Cette espèce vit dans le sud-est de l’Atlantique et dans le sud-ouest de l’océan Indien. Elle est connue des eaux marines de Namibie, d'Afrique du Sud, du Mozambique et de l'île Maurice.

## Alimentation
Ce poisson se nourrit d'étoiles de mer et de bivalves.

## Reproduction
Il change de sexe au cours de sa vie, avec 30 % de la population hermaphrodite au moment où il est pêché (les organes mâles et femelles étant alors tous deux fonctionnels). La maturité sexuelle n’est atteinte que lentement, une petite population nécessitant 4,5 à 14 ans pour doubler.

## Prédateurs
Ses prédateurs sont surtout des poissons.